# Gentiana manshurica
Gentiana manshurica là một loài thực vật có hoa trong họ Long đởm. Loài này được Kitag. mô tả khoa học đầu tiên năm 1934.